# Religiose francescane dell'Immacolata Concezione (Lima)
Le Religiose Francescane dell'Immacolata Concezione (in spagnolo Religiosas Franciscanas de la Inmaculada Concepción; sigla F.I.C.) sono un istituto religioso femminile di diritto pontificio.

## Storia
La congregazione fu fondata il 6 dicembre 1883 a Lima dal francescano Alfonso María de la Cruz Sardinas con l'aiuto di Clara Alvares Salas.
Sorte per rispondere alla necessità delle famiglie di educare i figli, la loro prima scuola fu aperta nel marzo 1884 in un antico beaterio ceduto dal governo.
L'istituto, aggregato all'ordine dei frati minori dal 22 aprile 1914, ricevette il pontificio decreto di lode il 12 dicembre 1962.

## Attività e diffusione
Le suore si dedicano principalmente all'educazione della gioventù, ma anche ad attività ospedaliere e missionarie.
La sede generalizia è a Lima.
Alla fine del 2015 l'istituto contava 189 religiose in 37 case.